# Los miserables (película de 1998)
Los miserables es una película de 1998 basada en la novela de Victor Hugo, Los miserables, dirigida por Bille August y protagonizada por Liam Neeson, Geoffrey Rush, Uma Thurman y Claire Danes.

## Argumento
Basada en la novela de Victor Hugo, Los miserables, narra la vida de Jean Valjean (Liam Neeson), un hombre que, en principio, había sido condenado a prisión por robar pan, y había cumplido ya sus 19 años de prisión. Después de ser liberado, Valjean se queda a dormir en la casa de un obispo. Gracias a la gratitud del mismo (a quien Valjean intenta asaltar), el exconvicto empieza una nueva vida. Valjean se convierte en un adinerado industrialista y en el alcalde del pueblo en el que se establece aunque se impone una forma de vida espartana. Valjean hace amistad con Fantine (Uma Thurman), una supuesta viuda de guerra,  prostituta y madre soltera a la que salvó de ser arrestada por el oficial de policía Javert (Geoffrey Rush). Javert había sido un guardia en la prisión en la que Valjean había estado y comienza a sospechar que tal vez el alcalde y el convicto son la misma persona. Cuando Valjean descubre que un hombre fue arrestado por su parecido con él, decide revelar su identidad. Valjean visita a Fantine y descubre que esta agonizando de pulmonía por lo que le promete criar a su hija, Cosette. Después de la muerte de Fantine causada en cierto modo por Javert, Valjean escapa noqueandolo a golpes y recupera a Cosette de las manos de los Thénardier, unos posaderos a quienes Fantine pagaba para que cuidaran a su hija, pero que en realidad abusaban y se aprovechaban de ella.
Varios años después Valjean y Cosette (Claire Danes) salen de un convento de París en el que se habían refugiado, él considera que es lo mejor para la joven la cual es ya una adolescente y se enamora de un revolucionario, Marius (Hans Matheson) lo que provoca el rechazo de Valjean y que él relate su historia a Cosette y la razón por la que Javert lo persigue, Javert además trabaja de encubierto como un revolucionario para destruir el movimiento al que Marius pertenece. Sin embargo, en medio de una intentona revolucionaria antirealista comenzada tras el funeral del general Republicano Jean Lamarque, Javert es descubierto y capturado por Marius en medio de un intento de capturar a Valjean, y lo lleva a las barricadas para ejecutarlo. Valjean finalmente acepta el amor entre Cosette y Marius y va a las barricadas para convencer al joven revolucionario de regresar con Cosette. Valjean le pide a Marius que le permita ejecutar a Javert. Valjean lleva al prisionero a un callejón, pero en lugar de ejecutarlo lo libera mientras dispara al aire para simular haberlo ejecutado, la artillería destruye la barricada y los supervivientes son pasados por las armas, Valjean se lleva a través de las alcantarillas a un herido Marius, Javert lo retiene pero acepta el trato de Valjean de entregarse, a cambio Javert deja ir a Marius, él recibe atención médica y Valjean se despide de Cosette entregándole una gargantilla que Fantine conservaba para ella. La película termina con Javert suicidándose ya que no puede aceptar la bondad del acto de Valjean al creer firmemente que un convicto no se puede regenerar, Valjean, aliviado por vez primera quizá en años se aleja del lugar como hombre libre.

## Reparto
- Liam Neeson - Jean Valjean
- Geoffrey Rush - Javert
- Uma Thurman - Fantine
- Claire Danes - Cosette
- Hans Matheson - Marius Pontmercy
- Jon Kenny y Gillian Hanna - Los Thénardier
- John McGlynn - Carnot
- Shane Hervey - Gavroche
- Mimi Newman - Cosette (niña)
- Lennie James - Enjolras
- Sylvie Koblizkova - Éponine

## Recepción
La película recibió críticas generalmente positivas. Rotten Tomatoes reportó que 76% de los críticos le dieron reseñas positivas al filme, basado en 41 críticas con un puntaje promedio de 6,9/10.